# Perzische panter
De Perzische panter (Panthera pardus saxicolor) is een ondersoort van de luipaard. Volgens een studie uit 2017 wordt de ondersoort niet langer als zodanig beschouwd, maar opgenomen in het taxon  Panthera pardus tulliana (Anatolische panter). Volgens de normen van de IUCN zou de populatie van de Perzische panter als Bedreigd moeten worden geclassificeerd. De moedersoort Panthera pardus heeft echter de status kwetsbaar op de Rode lijst van de IUCN. Deze ondersoort werd in 1927 ontdekt en leeft verspreid in Afghanistan, Armenië, Azerbeidzjan, Iran, Turkije en in een gebied in Zuid-Rusland. Vroeger kwam deze ondersoort ook voor in Georgië en in het uiterste oosten van Oekraïne, maar zijn hier inmiddels uitgestorven.
Door deze ondersoort te observeren en zijn leefgewoonten te bestuderen, zijn diverse organisaties sinds ongeveer 2008 bezig met de bescherming van deze katachtige. In Iran is dit  de Iranian Cheetah Society (ICS)  Daarnaast zijn er projecten in Armenië, Azerbeidzjan en Zuid-Rusland. Zo werden in 2009 vier panters uitgezet in het Nationaal park Sotsji nabij de Russische stad Sotsji in de Kaukasus.
Achterindische panter (P. p. delacouri) · Indische panter (P. p. fusca) · Sri Lankaanse panter (P. p. kotiya) · Javaanse panter (P. p. melas) · Arabische luipaard (P. p. nimr) · Amoerpanter (P. p. orientalis) · Afrikaanse luipaard (P. p. pardus) · Perzische panter (P. p. saxicolor) · Anatolische panter (P. p. tulliana)